# Amtsgericht Grebenstein
Das Amtsgericht Grebenstein war ein preußisches Amtsgericht mit Sitz in Grebenstein.

## Vorgeschichte
In Kurhessen erfolgte 1821 die Trennung der Rechtsprechung von der Verwaltung und für die Rechtsprechung wurden Justizämter, darunter das Justizamt Grebenstein, eingerichtet. Es war dem Obergericht für die Provinz Niederhessen zugeordnet.

## Geschichte
Mit der Annexion Kurhessens durch Preußen 1866 wurden in der neuen Provinz Hessen-Nassau Amtsgerichte eingerichtet. Das Justizamt Grebenstein wurde entsprechend in das Amtsgericht Grebenstein umgewandelt. Es war dem Kreisgericht Kassel zugeordnet. Mit der Einführung der Reichsjustizgesetze entstanden 1879 reichsweit einheitlich Amtsgerichte. Das Amtsgericht Grebenstein behielt damit seinen Namen und erhielt die neuen Funktionen. Es war nun eines der 34 Amtsgerichte im Bezirk des Landgerichtes Kassel. Am Gericht bestand eine Richterstellen. Es war damit ein kleines Amtsgericht im Landgerichtsbezirk. Sein Gerichtsbezirk umfasste aus dem Landkreis Hofgeismar die Stadtbezirke Grebenstein und Immenhausen, die Gemeindebezirke Burguffeln, Calden, Ehrsten, Fürstenwald, Hohenkirchen, Mariendorf, Meimbressen, Schachten, Udenhausen und Westuffeln und die Gutsbezirke Burguffeln, Forstgut Calden, Oberförsterei Ehrsten, Frankenhausen, Oberförsterei Kirchditmold, Meimbressen, Schachten, Schloss Wilhelmsthal und Domäne Wilhelmsthal.
Das Amtsgericht Grebenstein wurde im Zweiten Weltkrieg zum 15. Juni 1943 zunächst Zweigstelle des Amtsgerichts Hofgeismar und dann vor 1945 aufgehoben.